# Georg Bornemann
Carl Georg Bornemann (* 15. Oktober 1855 in Freiberg i. Sa.; † 10. Juli 1936) war ein deutscher Chemiker und Hochschullehrer. 

## Leben
Er wurde als Sohn eines Oberbergrates in Freiberg geboren. Seine Mutter war Emilie Bornemann geb. Heydemann. Sie stammte aus der Familie eines Bankiers in Bautzen. Zu seinen Vorfahren väterlicherseits gehörte hingegen der Schuldirektor Bornemann in Bautzen.
Nach dem Besuch des Gymnasiums und der Realschule I. Ordnung legte er die Matura ab und studierte er an der Technischen Hochschule Dresden. Später wechselte er an die Universität Heidelberg, wo er zum Dr. phil. promovierte. Am 1. Mai 1880 erhielt Georg Bornemann eine Anstellung an den Technischen Staatslehranstalten, der späteren Königlichen Gewerbeakademie Chemnitz. Dort unterrichtete er Chemie Metallurgie, zuletzt als Professor der Chemie. Er trug außerdem den Titel Regierungsrat. In Chemnitz betreute Georg Bornemann außerdem die Sammlung für Experimentalchemie. Im Oktober 1921 trat er mit Vollendung seines 66. Lebensjahres in den Ruhestand.
Von 1909 bis 1921 war Georg Bornemann im Vorstand der deutschen Weinuntersuchungsstelle.
Als Chemiker hatte er sich auf anorganische Chemie, Chemie der Fette und chemische Technologie spezialisiert. Als Autor wirkte er an der Chemischen Zeitung und an der Chemischen Zeitschrift mit.

## Familie
Georg Bornemann heiratete in Dresden am 17. April 1884 Margarethe, die Tochter des Eisenbahndirektors Delly aus Frankfurt am Main. Aus der gemeinsamen Ehe gingen die Kinder Johannes (* 1885) und Ilse (* 1887) hervor. Margarethe Bornemann starb bereits früh.

## Schriften (Auswahl)
- Die fetten und die flüchtigen Öle des Pflanzen- und Tierreichs. Nachdruck der Ausgabe von 1889. Hansebooks GmbH, Norderstedt 2017.
- Ueber ätherische Oele und ihre Verwendung in der Malerei. In: Technische Mitteilungen für Malerei, 9 (1892), No. 136 und 137, S. 5ff.